# Leichtathletik-Europameisterschaften 2002/5000 m der Männer

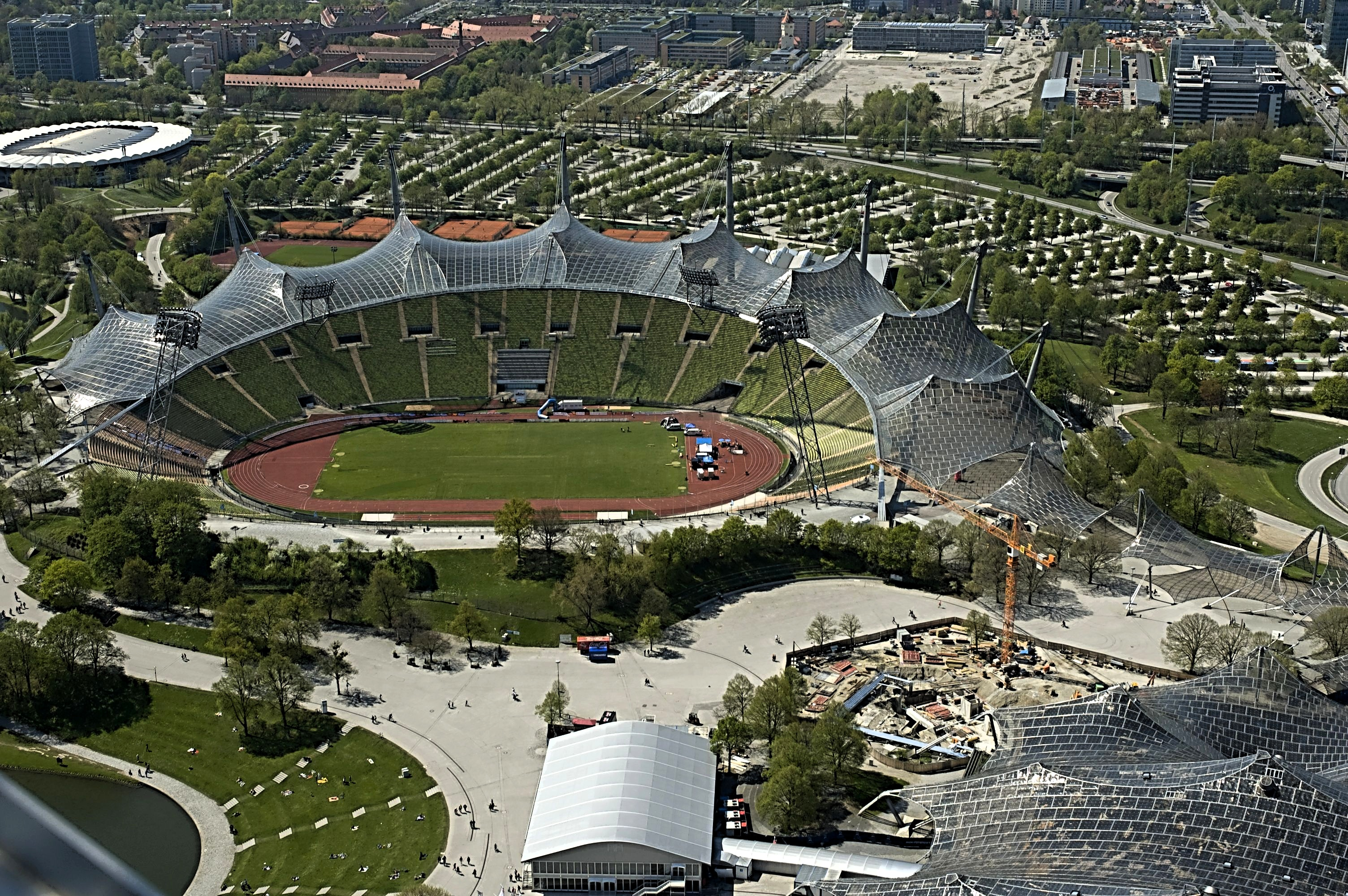
Das Olympiastadion in München von oben im Jahr 2009

Der 5000-Meter-Lauf der Männer bei den Leichtathletik-Europameisterschaften 2002 wurde am 11. August 2002 im Münchener Olympiastadion ausgetragen.
Europameister wurde der Spanier Alberto García. Er gewann vor dem Franzosen Ismaïl Sghyr. Bronze ging an Serhij Lebid aus der Ukraine.

## Bestehende Rekorde
| Weltrekord           | 12:39,36 min | Haile Gebrselassie | Helsinki, Finnland           | 13. Juli 1998   |
| Europarekord         | 12:49,71 min | Mohammed Mourhit   | Brüssel, Belgien             | 25. August 2000 |
| Meisterschaftsrekord | 13:10,15 min | Jack Buckner       | EM Stuttgart, BR Deutschland | 31. August 1986 |

Das Rennen hier in München war bei gemäßigtem Tempo auf ein Spurtfinale ausgerichtet. So wurde auch bei diesen Europameisterschaften der bestehende EM-Rekord nicht erreicht. Mit seiner Siegerzeit von 13:38,18 min blieb der spanische Europameister Alberto García 28,03 s über dem Rekord. Zum Europarekord fehlten ihm 48,47 s, zum Weltrekord 58,62 s.

## Durchführung
Bei einem Teilnehmerfeld von 22 Läufern wurde auf eine Vorrunde verzichtet, alle Athleten gingen in ein gemeinsames Finale.

## Legende
| DNF | Wettkampf nicht beendet (did not finish) |

## Resultat

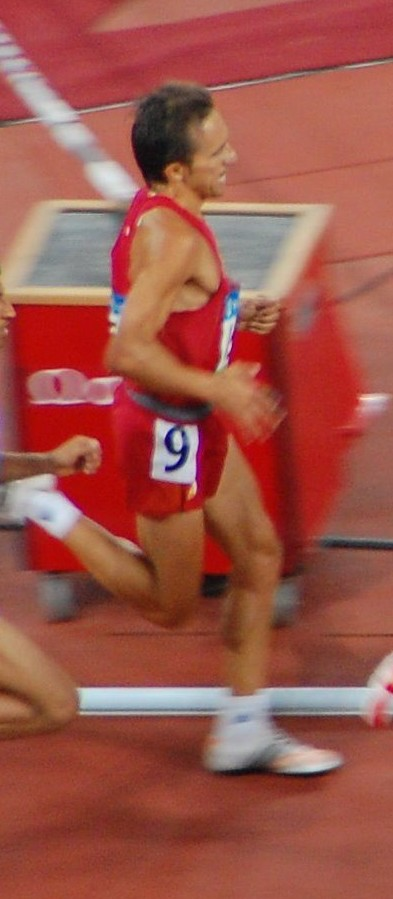
Europameister Alberto García

11. August 2002
| Platz | Name               | Nation         | Zeit (min) |
| ----- | ------------------ | -------------- | ---------- |
| 1     | Alberto García     | Spanien        | 13:38,18   |
| 2     | Ismaïl Sghyr       | Frankreich     | 13:39,81   |
| 3     | Serhij Lebid       | Ukraine        | 13:40,00   |
| 4     | Roberto García     | Spanien        | 13:40,85   |
| 5     | Kamiel Maase       | Niederlande    | 13:41,42   |
| 6     | Mark Carroll       | Irland         | 13:42,87   |
| 7     | Balázs Csillag     | Ungarn         | 13:49,03   |
| 8     | Salvatore Vincenti | Italien        | 13:50,53   |
| 9     | Sam Haughian       | Großbritannien | 13:50,75   |
| 10    | Michele Gamba      | Italien        | 13:53,28   |
| 11    | Jesús España       | Spanien        | 13:55,80   |
| 12    | Christian Belz     | Schweiz        | 13:56,69   |
| 13    | Tom Compernolle    | Belgien        | 13:57,46   |
| 14    | Marius Bakken      | Norwegen       | 13:57,89   |
| 15    | Erik Sjöqvist      | Schweden       | 13:57,96   |
| 16    | Rachid Chékhémani  | Frankreich     | 13:59,75   |
| 17    | Michail Jeginow    | Russland       | 14:05,45   |
| 18    | Gennaro Di Napoli  | Italien        | 14:08,19   |
| 19    | Michael May        | Deutschland    | 14:12,01   |
| 20    | Dalibor Balgač     | Kroatien       | 14:14,45   |
| 21    | Joakim Johansson   | Schweden       | 14:22,98   |
| DNF   | El Hassan Lahssini | Frankreich     |            |

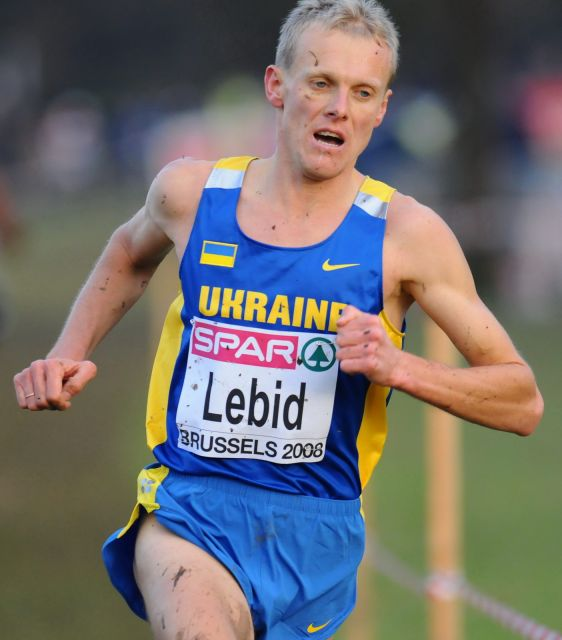
Bronzemedaillengewinner Serhij Lebid
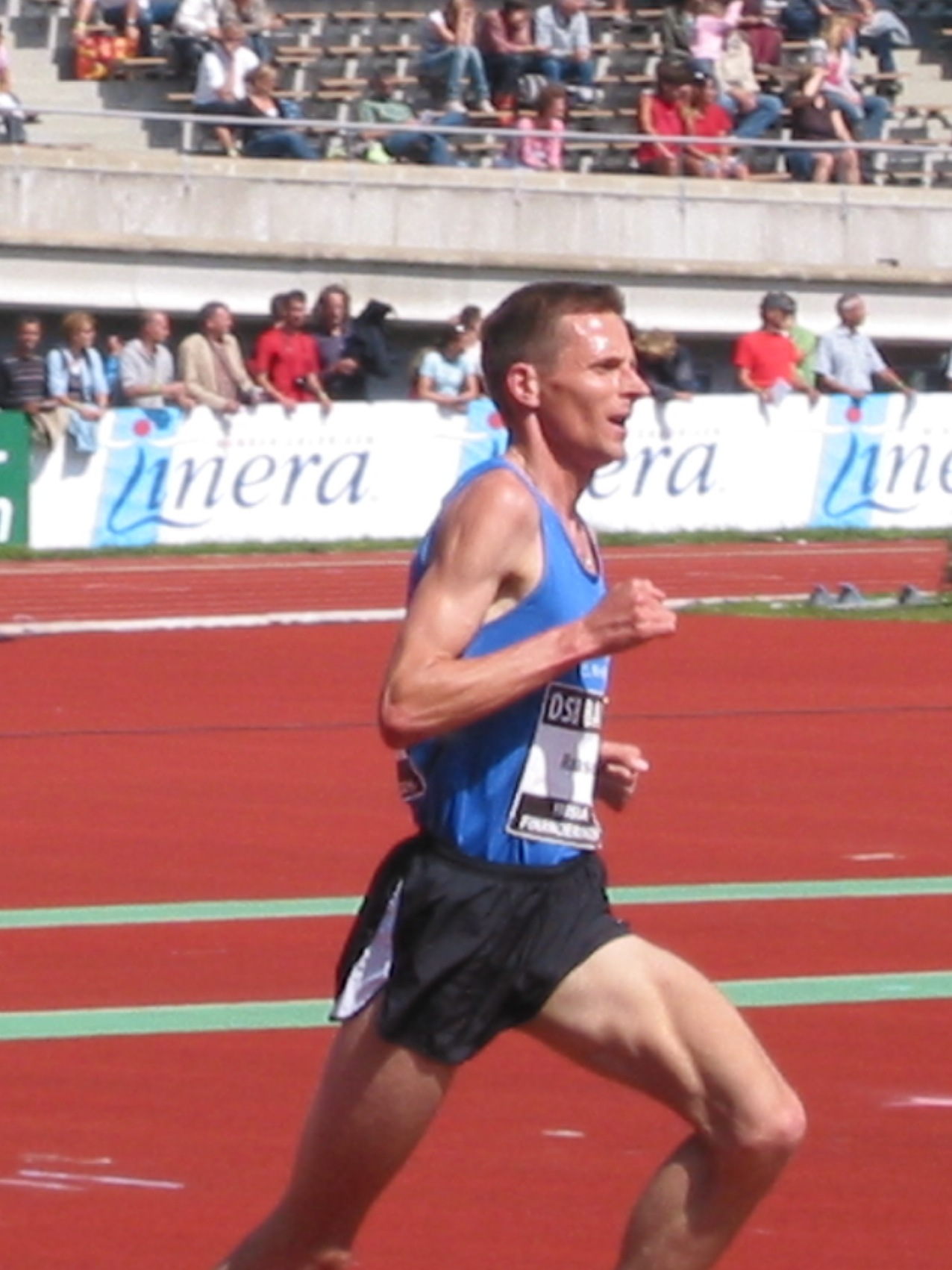
Kamiel Maase kam auf den fünften Platz, vier Tage zuvor hatte er Rang neun über 10.000 Meter erreicht
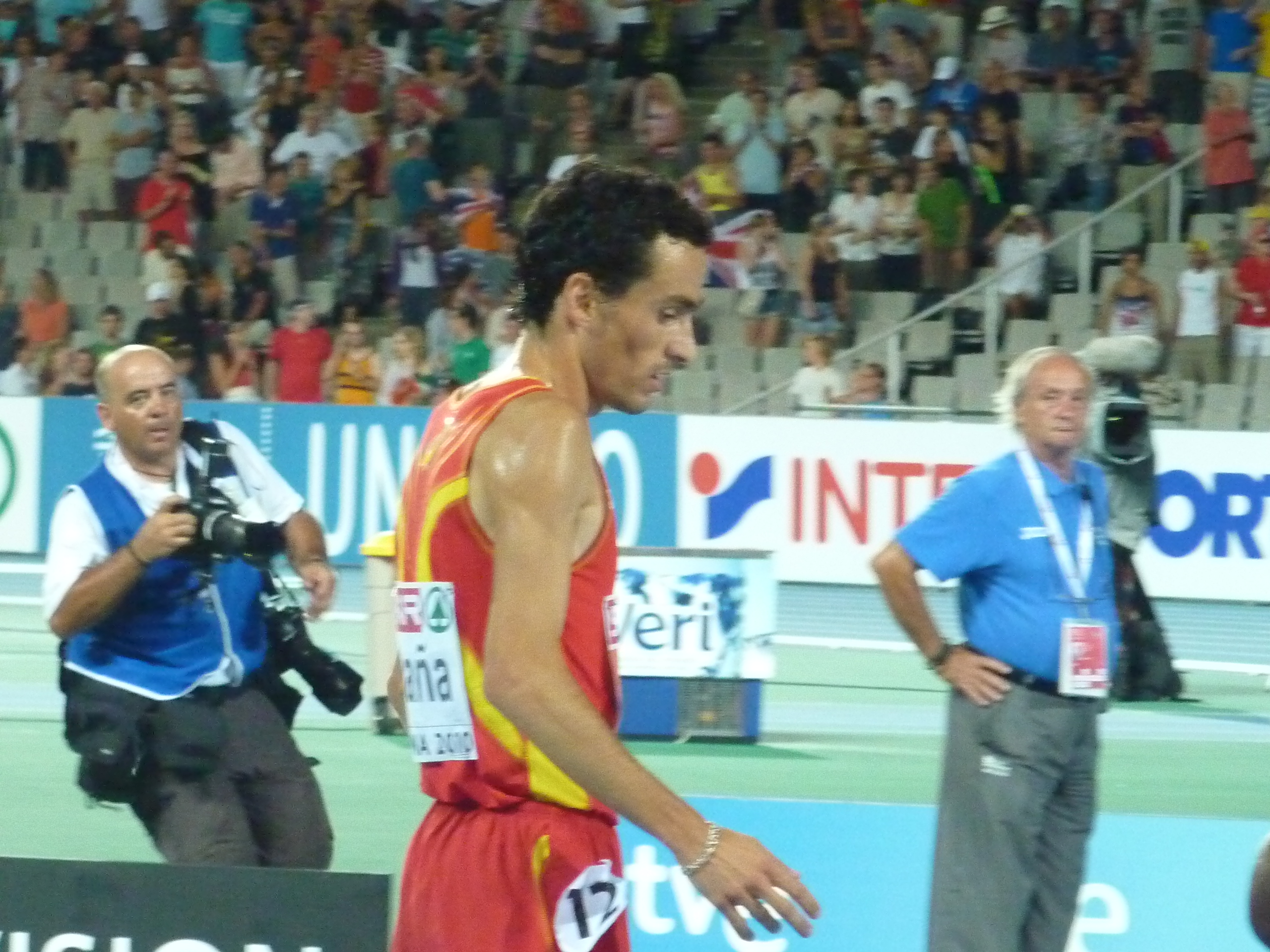
Jesús España belegte Rang elf

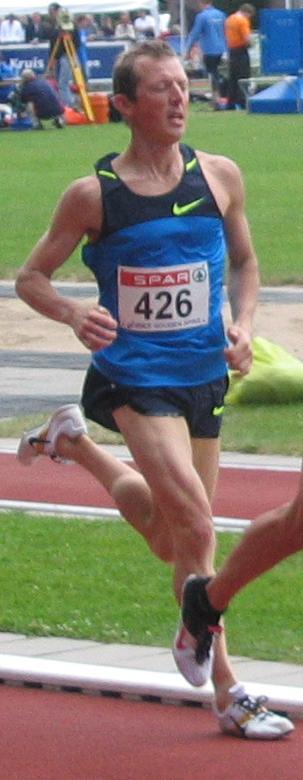
Platz dreizehn für Tom Compernolle
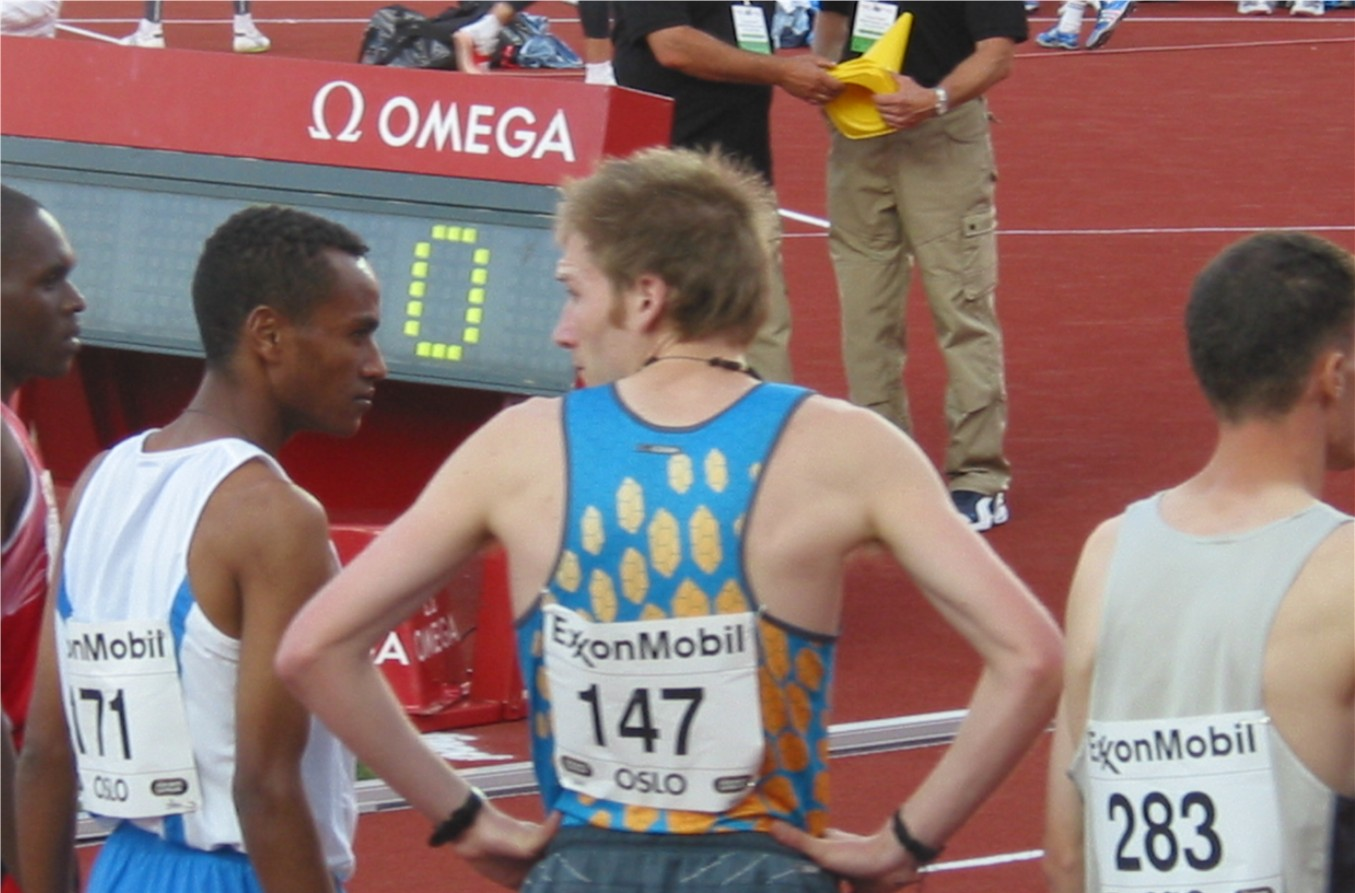
Marius Bakken (Zweiter von rechts) wurde Vierzehnter in diesem Finale
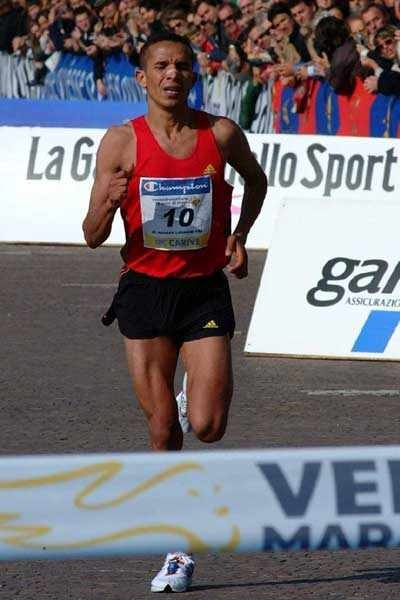
El Hassan Lahssini, vier Tage zuvor Sechster über 10.000 Meter, erreichte hier nicht das Ziel

## Videolink
- ORO MUNICH 2002 ALBERTO GARCIA, youtube.com, abgerufen am 19. Januar 2023